# Schlotheimia argentinica
Schlotheimia argentinica är en bladmossart som beskrevs av Paul Pablo Günther Lorentz och C. Müller 1879. Schlotheimia argentinica ingår i släktet Schlotheimia och familjen Orthotrichaceae. Inga underarter finns listade i Catalogue of Life.